# امپراتور روم
امپراتور روم فرمانروای امپراتوری روم در طی دوران سلطنتی (آغاز از ۲۷ پ. م) بود. امپراتوران روم از عناوین گوناگون در سراسر تاریخ استفاده می‌نمودند. امپراتورهای روم غالباً با عناوین آگوستوس و سزار بازتاب داده می‌شدند. یکی دیگر از عناوین استفاده‌شده امپراتور بود، که در اصل به‌عنوان یکی از عنوان‌های تجلیلی نظامی به‌کار برده می‌شد. امپراتوران نخست لقب پرینسپس (نخستین شهروند) را به‌کار می‌بردند. امپراتوران بارها القاب جمهوری‌خواهی را گرد می‌آوردند، به‌ویژه پرینسپس سناتوس، کنسول و پونتیفکس ماکسیموس.
مشروعیت فرمانروایی یک امپراتور به کنترلش بر ارتش و به‌رسمیت شناخته‌شدن توسط سنا وابسته بود؛ یک امپراتور معمولاً توسط نیروهایش، یا با اعطای لقب توسط مجلس سنا، یا هر دو اعلام می‌شد. امپراتوران اولیه به‌تنهایی فرمانروایی می‌نمودند؛ سپس گاهی امپراتوران با هم‌امپراتورشان حکم می‌راندند و حکومت بر امپراتوری میانشان تقسیم می‌گشت.
رومی‌ها مقام امپراتور را با پادشاه جدا در نظر می‌گرفتند. نخستین امپراتور، آگوستوس، به‌طور قاطع شناخته‌شدن مانند یک پادشاه را نپذیرفت. اگرچه آگوستوس توانست ادعا کند که قدرتش با اعتبار جمهوری‌خواهانه است، جانشینش، تیبریوس، نتوانست به‌طور قانع‌کننده‌ای چنین ادعایی را بکند. با وجود این، برای سیصد سال نخست امپراتوران روم، از آگوستوس تا دیوکلسین، تلاش‌هایشان این‌گونه به‌تصویر کشیده‌شد که آنان رهبران جمهوری هستند.
از دیوکلسین، که اصلاحات تقسیمی‌اش همچنین موقعیت را به یک امپراتور برای غرب و یک امپراتور دیگر برای شرق تقسیم کند، تا پایان امپراتوری، امپراتوران به‌شکل سلطنتی به‌طور آشکار حکم می‌راندند و قاعدهٔ کلی اسمی جمهوری را باقی نگه نمی‌داشتند، اما تضاد با «پادشاهان» حفظ شده‌بود: اگرچه جانشینی سلطنتی به‌طور کلی ارثی بود، اما تنها زمانی ارثی بود که کاندیدای مناسب و پذیرفته‌شده‌ای توسط ارتش و تأسیسات اداری موجود بود، بنابراین اصل وراثت خودکار تصویب نشده‌بود. عناصر چارچوب سازمانی جمهوری (مجلس سنا، کنسول‌ها، و رؤسای دادگاه) تا پایان حقیقی امپراتوری شرقی محفوظ بودند.